# Alessandro (opera)
Alessandro è un'opera lirica di Georg Friedrich Händel, basata su un libretto di Paolo Rolli.
La prima esecuzione in pubblico avvenne nell'His Majesty's Theatre in Haymarket di Londra il 5 maggio 1726, e vide il debutto sulla scena britannica del soprano Faustina Bordoni, moglie di Johann Adolf Hasse, con Francesca Cuzzoni, Francesco Bernardi, Luigi Antinori e Giuseppe Maria Boschi.
In Germania la prima rappresentazione fu ad Amburgo il 18 novembre 1726, a cui seguì l'allestimento di Braunschweig del 1728.

## Discografia
- Alessandro, Petrou/Cencic/Gauvin/Lezhneva, 2012 Decca
- Alessandro HWV 21, aria "Lusinghe più care" Vivica Genaux/Capella Gabetta diretta da Andrés Gabetta, 2012 Deutsche Harmonia Mundi / Sony Music